# Liste des sites paléolithiques français

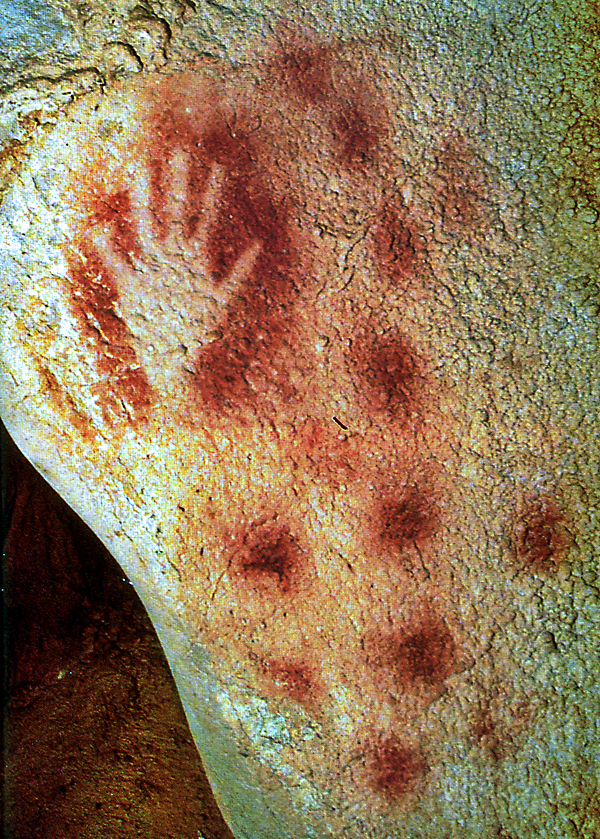
Grotte du Pech Merle (Lot)

Le Paléolithique commence en France il y a environ 1,2 million d'années, avec les plus anciens sites préhistoriques connus à  ce jour. Pendant près d'un demi million d'années, les sites français ne livrent que des industries oldowayennes. Il faut attendre 760 000 ans avant le présent (AP) pour trouver le premier site acheuléen, Le Bois-de-Riquet, à Lézignan-la-Cèbe (Hérault), et 665 000 ans AP pour trouver le deuxième, La Noira, à Brinay (Cher).
Le Paléolithique s'achève en Europe vers 11 700 ans AP, avec la fin de la dernière période glaciaire qui ouvre la voie au Mésolithique.

## Quelques définitions
- Une grotte ornée est un milieu clos (une cavité ou une caverne) occupé par l'homme durant la Préhistoire et dont les parois ou plafonds présentent des dessins, peintures, sculptures ou motifs gravés préhistoriques, mono ou polychromes. L'ensemble de ces représentations artistiques est appelé art pariétal.
- Un site rupestre est un site préhistorique présentant les mêmes caractéristiques que précédemment, mais en milieu ouvert, à l'écart de toute caverne. Les éléments artistiques sont présents sur la roche nue, directement à ciel ouvert et représentent l'art rupestre.
- Un gisement préhistorique ne présente pas d'éléments artistiques pariétaux ou rupestres mais a livré lors de fouilles des vestiges lithiques, fauniques, et parfois des éléments artistiques mobiliers (objets gravés, sculptés ou peints) ou des restes humains.

## Liste des sites
| Paléolithique               | Période (années) | Nom du site (localisation) - Type |
| --------------------------- | --- | --- |
| Supérieur                   | Magdalénien (17 ka / 14 ka) | • Grotte de Bédeilhac, à Bédeilhac-et-Aynat (Ariège) - Grotte ornée • Grotte de Font-de-Gaume, aux Eyzies-de-Tayac (Dordogne) - Grotte ornée • Rocher gravé de Fornols, à Campôme (Pyrénées-Orientales) - Site rupestre • Grottes d'Isturitz et d'Oxocelhaya, à Isturits (Pyrénées-Atlantiques) - Grotte ornée et gisement • Grotte de Lascaux, à Montignac (Dordogne) - Grotte ornée • Laugerie-Basse, aux Eyzies-de-Tayac (Dordogne) - Gisement et art mobilier • Abri de la Madeleine, à Tursac (Dordogne) - Gisement et art mobilier • Grottes de Montmaurin, Montmaurin (Haute-Garonne) - Gisement et art mobilier • Grotte du Mas-d'Azil, au Mas-d'Azil (Ariège) - Grotte ornée et gisement • Grotte de Niaux, à Niaux (Ariège) - Grotte ornée • Pincevent, à La Grande-Paroisse (Seine-et-Marne) - Gisement • Grotte de Rouffignac, à Rouffignac (Dordogne) - Grotte ornée • Grotte du Trilobite, à Arcy-sur-Cure (Yonne) - Gisement • Grotte de la Crouzade, à Gruissan - Grotte                      |
| Supérieur                   | Solutréen (22 ka / 17 ka) | • Grottes d'Arcy à Arcy-sur-Cure (Yonne) : Grotte du Renne, Grotte du Trilobite • Grotte Cosquer, à Marseille (Bouches-du-Rhône) - Grotte ornée • Grottes d'Isturitz et d'Oxocelhaya, à Isturits (Pyrénées-Atlantiques) - Grotte ornée • Roche de Solutré, à Solutré (Saône-et-Loire) - Gisement |
| Supérieur                   | Gravettien (31 ka / 22 ka) | • Grottes d'Arcy à Arcy-sur-Cure (Yonne) : Grotte du Cheval, Grande grotte, Grotte du Renne, Grotte du Trilobite • Grotte Cosquer, à Marseille (Bouches-du-Rhône) - Grotte ornée • Grottes de Cougnac, à Payrignac (Lot) - Grotte ornée • Abri de Cro-Magnon, aux Eyzies-de-Tayac (Dordogne) - Gisement • Grotte de Cussac, à Buisson-de-Cadouin (Dordogne) - Grotte ornée et gisement • La Ferrassie, à Savignac-de-Miremont (Dordogne) - Gisement • Les Fieux, à Miers (Lot) - Grotte ornée et gisement • Grottes de Gargas, à Aventignan (Hautes-Pyrénées) - Grotte ornée • Grottes d'Isturitz et d'Oxocelhaya, à Isturits (Pyrénées-Atlantiques) - Grotte ornée et gisement • Grotte des Merveilles, à Rocamadour (Lot) - Grotte ornée • Grottes de Montmaurin - Gisements • Grotte du Pech Merle, à Cabrerets (Lot) - Grotte ornée • Grotte du Placard, à Vilhonneur (Charente) - Grotte ornée • Grottes de la Save, à Lespugue (Haute-Garonne) - Gisements • Grotte de la Crouzade, à Gruissan - Grotte |
| Supérieur                   | Aurignacien (42 ka / 29 ka) | • Grottes d'Arcy à Arcy-sur-Cure (Yonne) : Grande grotte (grotte ornée et gisement), Grotte du Renne, Grotte du Trilobite • Grotte Chauvet, à Vallon-Pont-d'Arc (Ardèche) - Grotte ornée • Abri de Cro-Magnon, aux Eyzies-de-Tayac (Dordogne) - Gisement • La Ferrassie, à Savignac-de-Miremont (Dordogne) - Gisement • Grottes d'Isturitz et d'Oxocelhaya, à Isturits (Pyrénées-Atlantiques) - Grotte ornée et gisement • Régismont-le-Haut, à Poilhes (Hérault) - Gisement • Grotte de la Crouzade, à Gruissan - Grotte |
| Supérieur                   | Châtelperronien (45 ka / 32 ka) | • Grottes d'Arcy à Arcy-sur-Cure (Yonne) - Gisement : Grotte du Loup, Grotte des Ours, Grotte du Renne, Grotte du Trilobite • La Ferrassie, à Savignac-de-Miremont (Dordogne) - Gisement • Grottes de Gargas, à Aventignan (Hautes-Pyrénées) - Gisement • Grottes d'Isturitz et d'Oxocelhaya, à Isturits (Pyrénées-Atlantiques) - Gisement |
| Moyen                       | | |
| Moustérien (350 ka / 40 ka) | • Grotte d'Aldène, à Cesseras (Hérault) • Grottes d'Arcy, à Arcy-sur-Cure (Yonne) : Grotte du Bison, Grotte de l'Hyène, Grotte du Loup, Grotte du Renne • La Borde, à Livernon (Lot) • Mas des Caves, à Lunel-Viel (Hérault) • Abri de Combe-Grenal, à Domme (Dordogne) • Coudoulous, à Tour-de-Faure (Lot) • La Ferrassie, à Savignac-de-Miremont (Dordogne) • Les Fieux, à Miers (Lot) • Grottes de Gargas, à Aventignan (Hautes-Pyrénées) • Grottes d'Isturitz et d'Oxocelhaya, à Isturits (Pyrénées-Atlantiques) • Grotte du Lazaret, à Nice (Alpes-Maritimes) • La Micoque, aux Eyzies-de-Tayac (Dordogne) • Grottes de Montmaurin, Montmaurin (Haute-Garonne) • Le Moustier, à Saint-Léon-sur-Vézère (Dordogne) • Grotte du Noisetier, à Fréchet-Aure (Hautes-Pyrénées) • Le Rescoundudou, à Sébazac-Concourès (Aveyron) • Grottes de la Save, à Lespugue (Haute-Garonne) • Grotte de la Crouzade, à Gruissan - Grotte | |
| Inférieur                   | Acheuléen (760 ka / 200 ka) | • Sites d'Abbeville, à Abbeville (Somme) : carrière de Menchecourt, carrière Carpentier, carrière Léon, Moulin Quignon • Grotte d'Aldène, à Cesseras (Hérault) • Caune de l'Arago, à Tautavel (Pyrénées-Orientales) • Grotte de l'Hyène, à Arcy-sur-Cure (Yonne) • Le Bois-de-Riquet, à Lézignan-la-Cèbe (Hérault) • Abri de Combe-Grenal, à Domme (Dordogne) • Mas des Caves, à Lunel-Viel (Hérault) • Menez Dregan, à Plouhinec (Finistère) • La Micoque, aux Eyzies-de-Tayac (Dordogne) • Grottes de Montmaurin, Montmaurin (Haute-Garonne) • La Noira, à Brinay (Cher) • Jardin archéologique de Saint-Acheul, à Amiens (Somme) • Grottes de la Save, à Lespugue (Haute-Garonne) • Terra Amata, à Nice (Alpes-Maritimes) |
| Inférieur                   | Oldowayen (1,2 Ma / 500 ka) | • Le Bois-de-Riquet, à Lézignan-la-Cèbe (Hérault) • Mas des Caves, à Lunel-Viel (Hérault) • Pont-de-la-Hulauderie, à Saint-Hilaire-la-Gravelle (Loir-et-Cher) • Pont-de-Lavaud, à Éguzon-Chantôme (Indre) • Grotte de Pradayrol, à Caniac-du-Causse (Lot) • Soleilhac, à Blanzac (Haute-Loire) • La Terre-des-Sablons, à Lunery-Rosières (Cher) • Grotte du Vallonnet, à Roquebrune-Cap-Martin (Alpes-Maritimes) |

### Sites internet
1. ↑  « Grotte de Bédeilhac », sur grotte-de-bedeilhac.org.
2. 1 2 3 4 5 6  « Grottes d'Isturitz et d'Oxocelhaya », sur grottes-isturitz.com.
3. ↑  « Grotte de Lascaux », sur culture.gouv.fr.
4. ↑  « Grotte Cosquer », sur culture.gouv.fr.
5. ↑  « Grottes de Cougnac », sur grottesdecougnac.com.
6. 1 2 3  « Grottes de Gargas », sur grottesdegargas.com.
7. ↑  « Grotte des Merveilles », sur grottedesmerveilles.com.
8. 1 2  « Grottes d'Arcy-sur-Cure », sur grottes-arcy.net.
9. ↑  « Grotte Chauvet-Pont d'Arc », sur culture.gouv.fr.